# ویفایندر
ویفایندر (انگلیسی: Wayfinder) شرکت فناوری اطلاعات سوئدی است، که در سال ۲۰۱۰ تأسیس شد.